# Hampton (Familienname)
Hampton ist ein englischer Familienname.

## Namensträger
- Bo Hampton (* 1954), US-amerikanischer Comiczeichner
- Brandon K. Hampton (* 1990), US-amerikanischer Schauspieler
- Brenda Hampton (* 1951), US-amerikanische Drehbuchautorin und Filmproduzentin
- Casey Hampton (* 1977), US-amerikanischer Footballspieler
- Christopher Hampton (* 1946), britischer Drehbuchautor und Regisseur
- Dan Hampton (* 1957), US-amerikanischer Footballspieler
- David Hampton (Eisschnellläufer) (* 1947), britischer Eisschnellläufer und Shorttracker
- David Hampton (Trickbetrüger) (1964–2003), US-amerikanischer Trickbetrüger
- Dawn Hampton (1928–2016), US-amerikanische Cabaret- und Jazzsängerin, Saxophonistin, Tänzerin und Songwriterin
- Fred Hampton (1948–1969), US-amerikanischer Aktivist der Black Panther
- Hannah Hampton (* 2000), englische Fußballspielerin
- Harry Hampton (Fußballspieler, 1885) (1885–1963), englischer Fußballspieler
- Harry Hampton (Fußballspieler, 1888) (1888–1946), irischer Fußballspieler
- Isabel Hampton Robb (1859–1910), US-amerikanische Krankenschwester und Pflegetheoretikerin
- James Hampton (Künstler) (1909–1964), US-amerikanischer Künstler
- James Hampton (Schauspieler) (1936–2021), US-amerikanischer Schauspieler, Drehbuchautor und Filmregisseur
- James G. Hampton (1814–1861), US-amerikanischer Politiker
- Jamie Hampton (* 1990), US-amerikanische Tennisspielerin
- Jenean Hampton (* 1958), US-amerikanische Politikerin
- John Hampton (um 1806/1810–1869), britischer Arzt, Gouverneur der britischen Kolonie Western Australia
- John Pakington, 1. Baron Hampton (1799–1880), britischer Staatsmann
- Keisha Hampton (* 1990), US-amerikanische Basketballspielerin
- Kimberly Hampton (1976–2004), US-amerikanische Militärpilotin
- Lionel Hampton (1908–2002), US-amerikanischer Jazzmusiker
- Mike Hampton (* 1972),  US-amerikanischer Baseballspieler
- Millard Hampton (* 1956), US-amerikanischer Leichtathlet
- Moses Hampton (1803–1878), US-amerikanischer Politiker
- Nick Hampton (* 2000), US-amerikanischer American-Football-Spieler
- Orville H. Hampton (1917–1997), US-amerikanischer Drehbuchautor
- Paris Hampton, US-amerikanische Musikerin
- Paula Hampton (* 1938), US-amerikanische Jazzmusikerin
- Philip Hampton (* 1953), britischer Bankier und Manager
- R. J. Hampton (* 2001), US-amerikanischer Basketballspieler
- Rick Hampton (* 1956), kanadischer Eishockeyspieler
- Robert Hampton, Pseudonym von Riccardo Freda
- Russell Hampton (* 1988), britischer Bahn- und Straßenradrennfahrer
- Scott Hampton (* 1959), US-amerikanischer Comiczeichner
- Shanola Hampton (* 1977), US-amerikanische Schauspielerin
- Shirley Hampton (* 1935), britische Sprinterin
- Slide Hampton (1932–2021), US-amerikanischer Jazzmusiker
- Virtue Hampton Whitted (1922–2007), US-amerikanische Jazzmusikerin
- Wade Hampton I. (1754–1835), US-amerikanischer General, Politiker und Pflanzer
- Wade Hampton II. (1791–1858), US-amerikanischer Plantagenbesitzer und Offizier
- Wade Hampton III. (1818–1902), amerikanischer General und Politiker (South Carolina)
- Wade Randolph Hampton, US-amerikanischer Schauspieler und Musiker